# (54439) Topeka
(54439) Topeka est un astéroïde de la ceinture principale.

## Description
(54439) Topeka est un astéroïde de la ceinture principale. Il fut découvert le 29 juin 2000 à Eskridge par Gary Hug. Il présente une orbite caractérisée par un demi-grand axe de 2,54 UA, une excentricité de 0,19 et une inclinaison de 16,5° par rapport à l'écliptique.

## Compléments